# Pies Baskerville’ów (film 1929)
Pies Baskerville’ów – niemiecki niemy film kryminalny z 1929 roku, będący adaptacją powieści Arthura Conana Doyle’a pod tym samym tytułem. Przez wiele lat uważany za zaginiony, jedyna znana kopia została odkryta w 2009 r. w piwnicy kościoła św. Andrzeja Boboli w Sosnowcu, jej konserwacja prowadzona była od 2016 r. przez dwa lata.

## Obsada
- Carlyle Blackwell – Sherlock Holmes
- George Seroff – dr Watson
- Livio Pavanelli – sir Henry Baskerville
- Alexander Murski – lord Charles Baskerville
- Jaro Fürth – dr Mortimer
- Betty Bird – Beryl
- Fritz Rasp – Stapleton
- Valy Arnheim – Barrymore
- Alma Taylor – panna Barrymore
- Carla Bartheel – Laura Lyons
- Robert Garrison – Falkland